# Ansiea
Ansiea is een geslacht van spinnen uit de  familie van de Thomisidae (krabspinnen).

## Soorten
- Ansiea buettikeri (Dippenaar-Schoeman, 1989)
- Ansiea tuckeri (Lessert, 1919)
  - Ansiea tuckeri thomensis (Bacelar, 1958)